# Georgina Sherrington
Georgina Sherrington (Londen, 26 juli 1985) is een Engels actrice. Ze speelde als dertienjarige de hoofdrol van Mildred Hubble in de televisieserie De Hopeloze Heks (1998-2001) en het vervolg hierop, Weirdsister College (2001-2002).
In 2008 studeerde Sherrington af aan de Princeton-universiteit, waarna zij aan de slag ging als actrice, schrijfster en producer.